# المؤرخ (رواية)
المؤرخ The Historian هي الرواية الأولى للكاتبة الأمريكية إليزابيث كوستوفا، نشرت في عام 2005. 
تمزج الرواية بين التاريخ الحقيقي وبين الفولكلور الشعبي عن فلاد شيبي، وهو المعروف في الحكايات الخيالية باسم الكونت دراكولا. استلهمت كوستوفا هذه الرواية من القصص التي كان أبوها يرويها لها في طفولتها عن دراكولا، وحين كبرت قررت أن تكتب رواية عن تلك القصص. وعملت على تأليف الكتاب لمدة عشر سنوات، ثم باعته بعد بضعة أشهر لدار النشر الأمريكية «ليتل وبراون وشركاه»، في مقابل 2 مليون دولار أمريكي.

## النوع الأدبي
ووصفت رواية «المؤرخ» بأنها تمزج العديد من الأنواع الروائية، منها الرواية القوطية، ورواية المغامرة، والرواية البوليسية، ورواية الرحلات، والرواية التاريخية ما بعد الحداثية، والأدب الملحمي، ورواية الرسائل، ورواية الإثارة التاريخية. وعلى الرغم من أنها مبنية جزئيًا على رواية دراكولا لبرام ستوكر، إلا أنها ليست رواية رعب، بل رواية مخيفة.

## موضوعها
وتدور حول دور التاريخ في المجتمع يهتم بدور التاريخ في المجتمع ووجوده في الكتب، وكذلك طبيعة الخير والشر. كما تتناول موضوع الصراع الديني، والشرور الناتجة عنه، وتستكشف الرواية العلاقة بين الغرب المسيحي والشرق الإسلامي.

## النشر
روجت ليتل وبراون وشركاه للرواية بشكل واسع، وأصبحت «الرواية الأولى» لكاتبها التي تصدر لأول مرة لتصبح رقم واحد في قائمة أفضل الكتب مبيعًا في نيويورك تايمز في الأسبوع الأول من بيعها. واعتبارًا من عام 2005، كانت الرواية الأسرع مبيعًا لأول مرة في تاريخ الولايات المتحدة.

## النقد
وكان النقد مختلفا، فأثنى البعض على تناول الرواية للأماكن، وانتقد آخرون هيكلها ونقص التنوع في الأصوات. حصلت كوستوفا على جائزة «بوك سينس» لعام 2006 لأفضل رواية للكبار وجائزة «كويل» لعام 2005 كرواية أولى لمؤلفها.

## روابط خارجية
- موقع المعجبين برواية المؤرخ